# Rana clamitans
O sapo-verde-americano ou sapo-de-bronze (Rana clamitans) é uma espécie de sapo originária da parte oriental dos Estados Unidos e do Canadá.

## Descrição

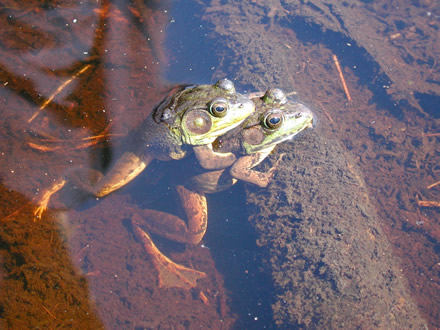
Um casal em amplexo. O macho encontra-se por por cima, sendo possível observar a diferença no tamanho do tímpano entre ambos

Os sapos verdes adultos têm geralmente entre 7,5 a 12,5 cm de comprimento. Os machos têm um tímpano com o dobro do diâmetro do olho e a garganta um amarelo brilhante. Nas fêmeas o diâmetro do tímpano é mais ou menos o mesmo que o do olho.

## Habitat
Os sapos-verdes vivem onde exista água doce e fresca - nas lagoas, nas bordas das estradas, nos lagos, nos pântanos e nos riachos. Descansam perto da água para poderem saltar quando atacados.
Vivem num ecótone, neste caso, na fronteira entre o habitat terrestre e aquático. Os sapos verdes (e outros sapos), utilizam apenas um simples salto para deixar para trás os seus numerosos e mais rápidos inimigos terrestres que não podem atravessar a fronteira.